# Irazú (cantante)
Irazú Díaz (Caracas, 31 de enero de 1987), conocida artísticamente como Irazú, es una cantante y compositora vasco venezolana, exponente del pop femenino, con una carrera caracterizada por fusionar géneros como el latin pop, balada, rock, rumba flamenca y electrónica. Su estilo musical la ha llevado a incursionar en distintos escenarios y obtener reconocimientos como “Mejor Intérprete de Pop Balada Femenina 2018” (El Universo del Espectáculo) y “Artista Revelación 2019” (Mara de Oro Internacional).

## Biografía y carrera
Irazú creció y dio sus primeros pasos en la capital de Venezuela mostrando predisposición para las artes y talento para la música.
Su debut en la industria musical se dio en octubre de 2015 con el lanzamiento de su primer sencillo, «Te confieso», una balada romántica. Sin embargo, fue con su segundo sencillo, «Sin límites», que Irazú logra su primer éxito. Esta canción  (producida por Nelson Sardá) escaló en las listas progresivamente hasta llegar al número uno del Top Radial venezolano y manteniéndose por diez semanas consecutivas en el National Report.
Posteriormente emprendió su primera gira, el Tour Sin Límites 2016, con presentaciones en ciudades como Caracas, Lima, Quito, Bogotá y Madrid, incrementando su proyección internacional.
En 2018, Irazú lanzó «De otra dimensión», un tema producido por el productor musical Hildemaro Álvarez. La canción es una balada pop que habla sobre el amor desde una perspectiva mística. El sencillo alcanzó el número uno en Venezuela, posicionándose en las listas de países como Colombia, Ecuador y México. A raíz de ello obtuvo el premio "Mejor Intérprete de Pop Balada Femenina" otorgado por la organización El Universo del Espectáculo.
Este hecho marcó el inicio de su gira De otra dimensión Tour durante el cual escribió dos canciones adicionales, a modo de secuela, dándole así continuidad al relato con una saga de dos variantes del single original, producidas en géneros pop urbano y EDM, respectivamente; y que completan una trilogía contenida en el álbum De otra dimensión - Suite que tiene como particularidad proponer la asociación del concepto de suite con la música pop.
En agosto de 2020, durante el confinamiento por la Pandemia de COVID-19, Irazú continuó en actividad y presentó el Para su consideración - Virtual Tour 2020, un concierto transmitido en vivo desde la Concha acústica de Bello Monte (Caracas). El repertorio incluyó todos sus éxitos y la participación especial de músicos y artistas invitados. Este tour virtual marcó el inicio de su adaptación a los nuevos formatos digitales, manteniendo la conexión con la audiencia en tiempos de distanciamiento social. Un año después, en agosto 2021, aún en la etapa del confinamiento, Irazú lanzó «La montaña de los sueños», una balada pop creada como himno para un proyecto de ayuda a niños venezolanos afectados por la crisis humanitaria causada por la pandemia.
En 2023, Irazú dio un giro hacia la música electrónica con «De fuego», un tema producido también por Hildemaro Álvarez. «De fuego» debutó en el Top 10 de las listas de Monitor Latino siendo una de las más sonadas durante agosto y septiembre. Posteriormente, la canción llegó al número uno de la cartelera Monitor Latino.   

## Discografía
- Sin límites (2016)
- De otra dimensión (2018)
- De fuego (2023)